# Después de la carrera
Después de la carrera (en inglés, After the Race) es un cuento del escritor irlandés James Joyce. Apareció en Dublineses, una colección de cuentos publicada en 1914.

## Trama
Después de la carrera narra la tarde pasada por un grupo de amigos entre los cuales hay varios pilotos y mecánicos de coche. Después de la carrera pasan la tarde y la noche comiendo en la casa de Jimmy, un piloto; luego van al yate del estadounidense de la compañía. Son de distintas nacionalidades (franceses, húngaros, ingleses, estadounidenses). Allí beben y juegan una larga partida de póker, en la que Jimmy pierde una gran parte de su dinero.